# 猫生いづる
猫生 いづる（ねこう -、????年8月5日 - 2014年?月?日）はフリーの女性イラストレーター、原画家、同人作家。旧ペンネームは「猫月 戒時」（ねこづき かいじ）。撮影会のモデルとしても活動していた。静岡県出身。
雑誌『ゲームラボ』（三才ブックス）2003年4月号から2004年2月号まで「萌える! CG教室」の講師を担当した。
2014年1月に練炭自殺

## 参加作品
アダルトゲーム（全て原画）
- まじよめ（クリーミートリップス）
- 「私の言うこと聞きなさい!」義姉ちゃん達と女装弟新くん ケース1 新くんの事情（じぃすぽっと）
- ドビュルルルゥッ!!! 三アネが斬る! 射精奴隷新君の受難! 「おネエちゃんたちやめて! これ以上出したら僕はもう……」下克上もあるよ?（じぃすぽっと）
- 家庭教師は魔女先生! 〜個人授業はエッチ重視で〜（じぃすぽっと）
- はっぴぃふぁくとりー（Grand Cru）

## 同人活動
「FlyingCat」という名の同人サークルを主宰し、コミックマーケットなどでCG集等を頒布していた。

## メディア出演
- あっちゃんとゆりしーのE☆2らじ（#34）